# Asyik FM
Asyik FM est une chaîne de radio consacrée à la culture des Orang Asli exploitée par Radio Televisyen Malaysia.

## Étymologie
La station est autrefois connue sous le nom de Radio 7 et Radio Malaysia Channel 7.